# Liste der n-tv-Sendungen

Das Senderlogo von n-tv

Die Liste der n-tv-Sendungen enthält eine unvollständige Aufzählung der Sendungen und Serien, die bei n-tv ausgestrahlt wurden bzw. werden.

## Eigenproduktionen

### Wirtschaft
- n-tv Börsenrückblick
- n-tv Chartanalyse
- n-tv Ratgeber-Reihe
- Telebörse (seit 1994)

### Talk bei n-tv
- agenda 11 – Werte und Märkte (seit 2011)
- Das Duell bei n-tv (seit 2003)
- Heiner Bremer – Unter den Linden 1 (seit 2007)
- Vier gewinnt – Die Meinungsshow (seit 2011)
- Wieso Sie? (seit 2017)

### Magazine und Reportagen
- 100 % Wein (seit 2008)
- 5th Avenue – Das Lifestylemagazin
- Abenteuer Weltreise (seit 2010)
- Auf den Spuren großer Filme (seit 2010)
- Auslandsreport
- Chefsache – Manager, Marken, Märkte (seit 2011)
- „Das ist mein...“ Reisereportagen (seit 1998)
- Deluxe – Alles was Spaß macht
- Deutschland mittendrin – So lebt Deutschland
- Focus Report Gesundheit
- Frontlines – Antonia Rados unterwegs (seit 2009)
- n-tv Deluxe
- n-tv Forsa
- n-tv History
- n-tv Motor
- n-tv Reportage
- n-tv Sport
- n-tv Wissen (seit 2007)
- PS – Das Automagazin (seit 2010)
- PS – Klassik mobil (seit 2010)
- Spiegel TV Zeitreise
- Spiegel TV Magazin (seit 2008)
- Süddeutsche Zeitung – Das TV-Magazin (seit 2009)
- Take Off – Das Abenteuermagazin (seit 2008)
- Welt der Wunder (seit 2005)

## Fremdproduktionen
- Amerikas heiße Grenze / Grenzpatrouille (seit 2011)
- Ancient Discoveries (seit 2010)
- Apokalypse der Urzeit (seit 2010)
- Aufstieg zur Weltstadt / Moderne Metropolen (seit 2010)
- Banden im Visier (seit 2011)
- Bauwunder der Antike (seit 2010)
- Big Science (seit 2010)
- Boneyard
- Die Extrem-Holzfäller (seit 2010)
- Die größten Projekte der Welt (seit 2009)
- Die Rätsel der Bibel (seit 2009)
- Die Rückkehr der Plagen (seit 2010)
- Eco-Engineering (seit 2010)
- Engineering Connection (seit 2010)
- Experiment Eliteeinheit (seit 2011)
- Extremes Universum (seit 2010)
- Facelift für ein Wahrzeichen / Umbau XXL (seit 2011)
- Fix It! - Reparaturen am Limit / Reparatur Extrem (seit 2010)
- Gefährliche Gangs (seit 2010)
- Geheimnis Erde (seit 2010)
- Giganten der Moderne (OT: Big, Bigger, Biggest) (seit 2010)
- Herrscher des Schreckens (seit 2011)
- HydroTech (seit 2010)
- Im Herzen der Maschine (seit 2010)
- Inside 9/11 (seit 2010)
- Kings of Construction (seit 2010)
- Kosmische Kollisionen (seit 2009)
- Lockdown (seit 2010)
- Marine im Einsatz (seit 2010)
- Mega-Bauwerke (seit 2005)
- Mega-Fabriken (seit 2010)
- Megastructures Breakdown / Abriss extrem (seit 2009)
- Mission Schwertransport / Umzug XXL (seit 2009)
- Moderne Wunder (seit 2008)
- Monster-Maschinen (seit 2010)
- Motorradgangs: Das blutige Gesetz der Straße (seit 2010)
- Naturkatastrophen (seit 2010)
- Planet Erde (seit 2010)
- Planet extrem (seit 2010)
- Ranger am Limit (seit 2011)
- Rätsel der Geschichte (seit 2010)
- Super-Fabriken (seit 2008)
- Technische Wunderwerke (seit 2010)
- The Truth Behind (seit 2010)
- Tierisch Extrem (seit 2009)
- Time Shifters (seit 2010)
- Tödliche Naturgewalten (seit 2010)
- Tödliche Straßen (seit 2011)
- Voyages of Construction (seit 2010)
- Wenn die Natur zuschlägt (seit 2010)
- Wunder der Urzeit (seit 2011)
- Wunderwerk Weltstadt (seit 2011)
- Zerlegt! (seit 2010)

## Vormals im Programm

### Ehemalige Eigenproduktionen
- #beisenherz (2020–2024)
- n-tv Reise (1994–2006)
- n-tv Traumreisen  (1995–2007)
- 30 Minuten Deutschland (2009)
- n-tv taubenstrasse (1992–1996)
- agenda 09 – Werte und Märkte (2009)
- agenda 10 – Werte und Märkte (2010)
- Busch@n-tv (2006–2010)
- Die große Reportage (2009)
- Die Superreichen (2009)
- Die Versicherungsdetektive – Der Wahrheit auf der Spur (2008)
- future TREND (2009)
- Grüner Salon (1997–2003)
- Klamroths Konter (2017–2020)
- Maischberger (2000–2006)
- Märkte am Morgen (1997–2011)
- Miriam Meckel – Standpunkte (2006–2007)
- nachSchlag (1995–2003)
- Recht & Ordnung (2010)
- Schneller als die Polizei erlaubt (2010)
- So! Muncu! (2015–2019)
- Talk in Berlin (2000–2003)
- Top Cars (2008–2009)

### Ehemalige Fremdproduktionen
- Das Jahrhundert des Völkermords (2005–2006)
- Das Wunderwerk Mensch (2005–2006)
- Der Kalte Krieg (2005–2006)
- Die Macht des Goldes (2005)
- Ice Road Truckers (2009–2010)
- Mayday – Alarm im Cockpit (2008–2009)
- Mega-Städte (2005–2008)
- Tatort Erde (2007)
- Versunken (2008–2009)